# National Basketball Association
La National Basketball Association (en español: Asociación Nacional de Baloncesto) más conocida simplemente por sus siglas NBA, es una liga privada de baloncesto profesional que se disputa en Estados Unidos desde 1949, cuando se fusionaron las ligas profesionales National Basketball League (NBL, creada en 1937) y la Basketball Association of America (BAA, fundada en 1946). Al ser una entidad privada, no depende oficialmente de la Federación Estadounidense de Baloncesto. Los jugadores de la NBA están autorizados a competir internacionalmente tras un acuerdo especial a tres bandas firmado en 1989 entre la Federación Internacional de Baloncesto (FIBA) —máximo organismo a nivel mundial—, la propia NBA y la Federación Estadounidense.
Fue al término de la Segunda Guerra Mundial cuando un grupo de hombres —en su mayoría propietarios de algunos de los recintos deportivos de diferentes ciudades estadounidenses—, se reunieron en el Madison Square Garden de Nueva York con el fin de buscar alternativas para llenar dichos pabellones con algo más que hockey sobre hielo y boxeo, los cuales atraían mucho público, pero que no alcanzaban a llenar sus aforos. Pensando en algo totalmente distinto que fuera capaz de completar el calendario, además de ofrecer a la población estadounidense un nuevo entretenimiento, vieron en el baloncesto el evento ideal para conseguir sus objetivos. Es así como el 6 de junio de 1946 se firmó el nacimiento de lo que, con el paso del tiempo, se convirtió en una de las ligas deportivas más seguidas en todo el mundo, la Basketball Association of America (BAA), que años más tarde pasó a denominarse NBA.
El primer dirigente o comisionado de la liga fue Maurice Podoloff, quien además era el presidente de la National Hockey League (NHL). Once ciudades fueron las establecidas de acoger a un equipo que las representase, siendo esencialmente ciudades ubicadas en la costa Este de los Estados Unidos: Nueva York, Chicago, Boston, Providence, Toronto, Cleveland, San Luis, Washington D. C., Detroit, Pittsburgh y Philadelphia.
Desde la temporada 2004-05 está conformada por 30 equipos o franquicias divididos en dos conferencias, la Este, y la Oeste, las cuales a su vez se encuentran divididas en tres divisiones de cinco equipos cada una.
En cuanto a jugadores, el que ha logrado mayor número de campeonatos de la NBA es Bill Russell, con once títulos en trece años de carrera (todos con los Boston Celtics), el jugador con más MVP de las Finales de la NBA es Michael Jordan con seis, el jugador con más MVP de la Temporada de la NBA es Kareem Abdul-Jabbar con seis, el máximo anotador histórico de la competición es LeBron James, el jugador con más premios individuales es Michael Jordan y el que ostenta más récords estadísticos individuales es Wilt Chamberlain.

## Historia

### Origen y primeros años
La Basketball Association of America (BAA) fue fundada en 1946 por propietarios de los principales pabellones deportivos del noreste y medio-oeste, como el Madison Square Garden de Nueva York. Los 11 equipos que abrieron el telón en la temporada inaugural 1946-47 fueron Boston Celtics, Philadelphia Warriors, New York Knicks, Washington Capitols, Providence Steamrollers, Toronto Huskies, Chicago Stags, St. Louis Bombers, Cleveland Rebels, Detroit Falcons y Pittsburgh Ironmen. Únicamente tres de esos equipos han perdurado hasta nuestros días: Boston Celtics, New York Knicks y Golden State Warriors siendo por tanto los únicos que han disputado todas las temporadas de la liga desde su fundación. De ellos, tan solo Boston Celtics y New York Knicks no se han movido de ciudad siendo considerados por estos motivos como dos de los equipos más representativos e históricos de la liga. En cambio, los Warriors nacieron en Filadelfia, para mudarse en 1962 a San Francisco y en 1971 a Oakland, lugar que han ocupado hasta 2019, año en el que se volvieron a trasladar a San Francisco.
Aunque existieron antes otras ligas de baloncesto profesionales en el país, como la American Basketball League (ABL) y la National Basketball League (NBL), la BAA fue la primera liga en intentar jugar principalmente en pabellones grandes de ciudades importantes. Durante esos años el nivel de la BAA no era obviamente aún mejor que el de las otras ligas debido a su reciente creación, ni los equipos se podían comparar con clubes independientes como los Harlem Globetrotters, considerado entonces como uno de los mejores equipos de la nación, si no el mejor. Otros ejemplos fueron el de Baltimore Bullets, quien tras ser finalista de la ABL en 1947, que se mudó a la BAA y ganó el título en la temporada 1947-48, mismo camino que tomaron los Minneapolis Lakers, ganadores de la NBL en 1948 y al año siguiente en la BAA dándole a la nueva liga una primera proyección importante.

### Una trabajada expansión hasta ser la referencia
Estos casos, sin embargo, estuvieron contextualizados por el acuerdo de fusión entre la BAA y la NBL, rebautizando así la liga como National Basketball Association (NBA), con 17 franquicias localizadas en una mezcla de ciudades grandes y pequeñas, así como pabellones con más capacidad y gimnasios más pequeños. En 1950, la NBA se consolidó en once franquicias, proceso que siguió hasta 1954, cuando llegó a contar con tan solo ocho equipos que aún perduran a día de hoy (Knicks, Celtics, Warriors, Lakers, Royals/Kings, Pistons, Hawks y Nationals/76ers).
Por aquel entonces, la NBA asistió también al cambio de franquicias a ciudades más grandes. Los Hawks abandonaron el área de «Tri-Cities» para mudarse a Milwaukee y más adelante a San Luis; los Royals de Rochester se movieron a Cincinnati; y los Pistons de Fort Wayne a Detroit.
Durante ese periodo, Minneapolis Lakers, liderados por el pívot George Mikan, ganó cinco anillos, estableciendo la primera dinastía en la historia de la liga.
En 1950 también se vio la integración de la NBA con la incorporación de los primeros jugadores afroamericanos a la liga, como eran Chuck Cooper (Boston Celtics), Nat Sweetwater Clifton (New York Knicks) y Earl Lloyd (Washington Capitols). En la actualidad, más de cincuenta años después, la NBA está compuesta de jugadores de muchas razas diferentes, así como de diversos orígenes y culturas siendo un 80 % de ellos afroamericanos.

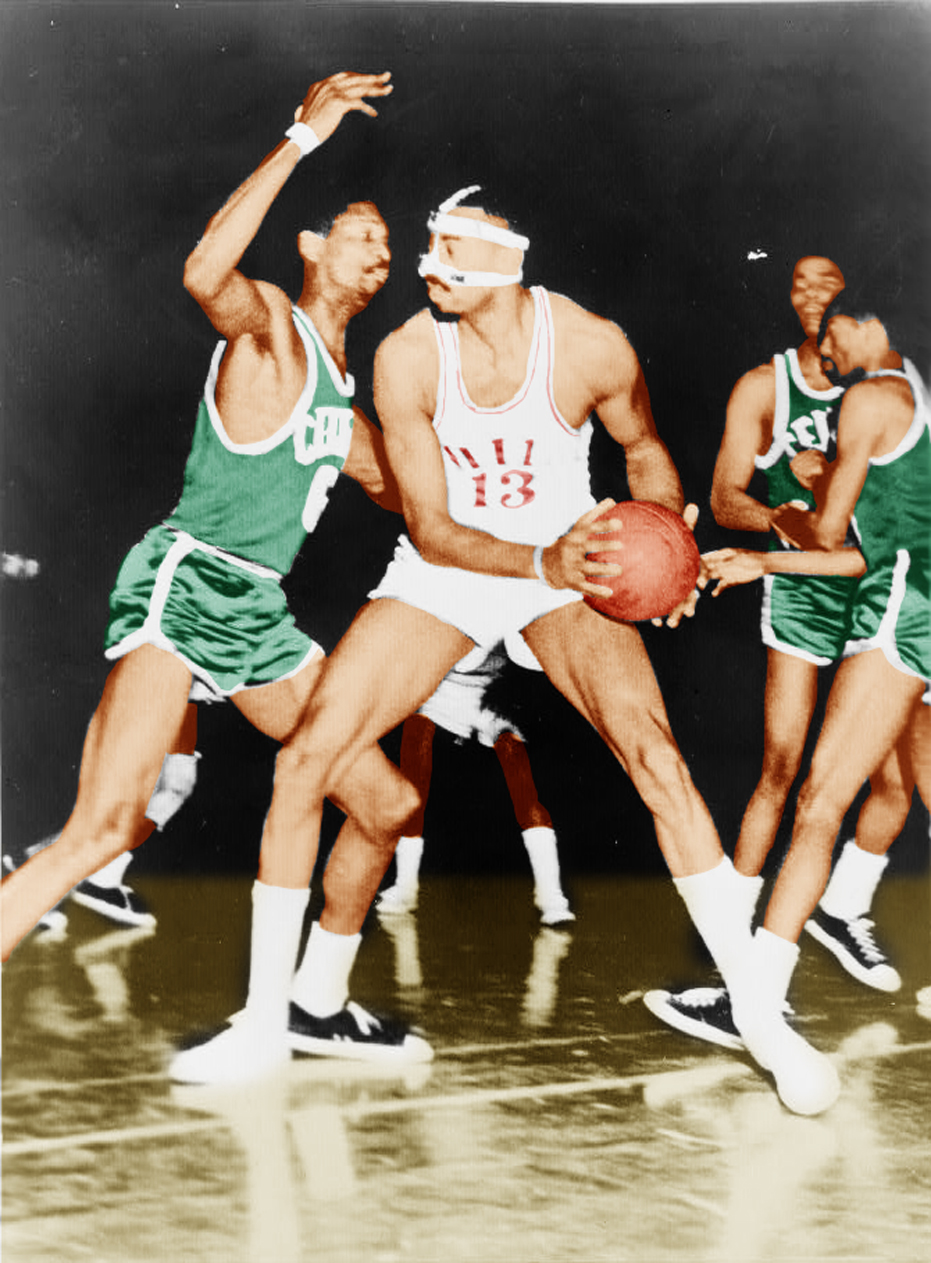
Wilt Chamberlain, defendido por Bill Russell, dos de las primeras grandes estrellas.

Cuando los jugadores de color se incorporaron a la NBA, su característica forma de jugar la cambiaron. De estilo muy extrovertido, eran más rápidos y hábiles.[cita requerida] Incorporaron el mate (en inglés: slam dunk) y actuaban con movimientos un tanto chulescos y llamativos. Era la forma de jugar al baloncesto considerada como el estilo afroamericano, veloz, ágil y con un gran manejo del balón. Tuvo sus orígenes en los citados Harlem Globetrotters.
Otro de los cambios que se produjeron en la época para aumentar el ritmo del juego y animarlo, fue el de incorporar la regla de los 24 segundos de posesión aún vigente, en la que se determinaba que se debe lanzar a canasta antes de que el tiempo expire, si bien si el lanzamiento no tocase el aro o se convirtiera la canasta, se pita violación de juego y el equipo ofensivo pierde la posesión.
En 1956, el pívot rookie (en español: novato) Bill Russell se incorporó a Boston Celtics, equipo que ya contaba con uno de los mejores bases de la liga, Bob Cousy, y uno de los entrenadores más laureados de la historia de la NBA, Red Auerbach. Con Russell, el equipo se convirtió en una leyenda de la liga, ganando once anillos de campeón en las trece temporadas en las que estuvo en activo. A cada jugador se le entrega un anillo de campeón que representa el título logrado por el equipo. En 1959 el también pívot Wilt Chamberlain —procedente de los Globetrotters— entró en la liga y en poco tiempo se convirtió en uno de los jugadores más dominantes de siempre, estableciendo todo tipo de récords en puntos y rebotes, y llegando, incluso, a anotar 100 puntos en un partido. Su rivalidad con Russell es recordada como una de las más grandes en la historia del deporte.
En ese periodo, la NBA se fortaleció con el movimiento de Minneapolis Lakers a Los Ángeles, de Philadelphia Warriors a San Francisco, y de Syracuse Nationals a Filadelfia.
Sin embargo, y pese al notable crecimiento de la NBA, en 1967 afrontó una amenaza externa con la formación de una nueva liga, la American Basketball Association (ABA). Ambas competiciones entraron en una guerra de puja por el talento de nuevos jugadores. La NBA pareció salir airosa tras conseguir firmar a la estrella universitaria más importante de aquella era, Kareem Abdul-Jabbar —conocido entonces como Lew Alcindor—, quien junto a Oscar Robertson lideró a Milwaukee Bucks a ganar un título en su segunda temporada, y que más tarde jugó en los pentacampeones Lakers.
Sin embargo, el máximo anotador de la temporada NBA, Rick Barry, dio el salto a la ABA al igual que otros cuatro veteranos árbitros: Norm Drucker, Earl Strom, John Vanak y Joe Gushue dando con una gran rivalidad entre ambas. La ABA también tuvo éxito en contrapartida a la hora de firmar jóvenes talentos, como Julius Erving, en parte porque estaba permitido firmarlos directamente desde el instituto. La NBA se expandió rápidamente en esa época, con el objetivo de que las franquicias tuvieran sede en el mayor número de ciudades viables posibles. Al finalizar la temporada regular de 1976, las ligas establecieron un acuerdo en el que cuatro equipos pasaban de la ABA a la NBA, aumentando esta liga el número de franquicias a 22 y ganándole la partida al campeonato provocando su disolución. Algunos de los detalles más característicos de esta liga fue la de que el balón de juego era tricolor, con los colores nacionales azul rojo y blanco, o la del lanzamiento de tres puntos o triple o el concurso de mates en su All-Star Game para confrontar a la NBA en espectáculo. Todas aquellas circunstancias fueron posteriormente adoptadas en cierto modo por la NBA según contextos, donde el balón por ejemplo, pese a no variar y seguir utilizándose uno estándar naranja, sí se utiliza uno tricolor en el concurso de triples del All-Star Game, y en donde también se disputa un concurso de mates. En cuanto al lanzamiento de triple fue adoptado por la NBA en 1979.

### Los años dorados
En la temporada 1979-80, la NBA agregó de la ABA la innovadora línea de tres puntos. Esa temporada, entrarían en la liga los rookies Magic Johnson y Larry Bird, para jugar en los Lakers y Celtics respectivamente, y se dio comienzo a un periodo en el que el interés por la liga y el número de aficionados creció tanto en el país como en el mundo entero. La preciosa rivalidad que mantenían estos dos jugadores fue, como muchos dicen, uno de los salvadores de la liga, que parecía que empezaba a vagar sin rumbo antes de sus llegadas. Bird ganaría con Boston tres títulos, mientras que Johnson se proclamaría vencedor de cinco campeonatos con los Lakers.

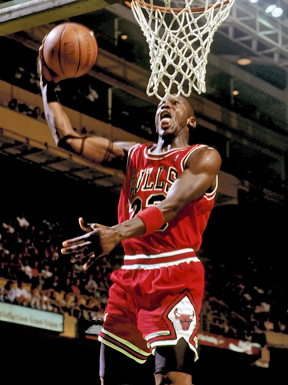
Michael Jordan ganador de 6 anillos con Chicago Bulls, considerado como el mejor jugador de la historia.

En 1984, Michael Jordan empezó a jugar en la NBA, provocando un mayor interés en la liga. En 1989, el número de equipos se elevaba ya a 27, siguiendo el proceso de expansión. Durante la década de los 90, Jordan, ganaría seis anillos con los Bulls.
En los Juegos Olímpicos de Barcelona de 1992 se vio al que está considerado mejor equipo de la historia del baloncesto de selecciones, el popular 'Dream Team' de Estados Unidos, que contaba por primera vez con jugadores NBA, con estrellas como Michael Jordan, Larry Bird, Magic Johnson, Scottie Pippen, Charles Barkley o John Stockton. En esta década, un elevado número de jugadores comenzó a llegar de otros países. Al principio, esos jugadores, como Hakeem Olajuwon (Jugador más valioso en 1994) de Nigeria, primero jugaban en la NCAA para perfeccionar sus habilidades. Ahora, un número creciente de jugadores llega a la NBA directamente desde Europa o cualquier otra parte del mundo, casos como Yao Ming (número 1 del draft de 2002) de China, o los 'All-Star' Dirk Nowitzki (Alemania, además de ser el MVP de la temporada en 2007), Tony Parker (Francia), Manu Ginóbili (Argentina) y Pau Gasol (Rookie del año en 2002) de España. A día de hoy, los jóvenes jugadores de habla inglesa suelen enrolarse en universidades estadounidenses antes de empezar a jugar en la NBA, como por ejemplo, el australiano Andrew Bogut (número 1 del draft de 2005) y el canadiense Steve Nash (MVP de la temporada en 2005 y 2006), mientras que otros jugadores internacionales llegan procedentes de equipos profesionales de sus respectivos países. El único jugador iraní de la historia, se llama Hamed Haddadi, recién fichado por los Grizzlies de Memphis en la temporada 2008-09, es un hecho histórico en la NBA. La NBA es ahora televisada en 212 naciones en 42 idiomas. En 1996, con motivo de su 50 aniversario, la NBA creó una liga femenina, la WNBA, y en 2001 una liga menor afiliada, la NBDL.
En 1998, los propietarios iniciaron una huelga patronal —llamada coloquialmente «lockout»— que duró 191 días, hasta el 6 de enero de 1999. Como resultado de este cierre patronal, la temporada quedó ese año reducida a 50 partidos en lugar de los habituales 82. El campeón de esa temporada fueron los Spurs de San Antonio.
Desde la desintegración de los Chicago Bulls en el verano de 1998, la Conferencia Oeste ha dominado la competición, con Los Angeles Lakers y San Antonio Spurs sumando el título nueve de catorce temporadas. Tim Duncan y David Robinson ganaron el 1999, y Shaquille O'Neal y Kobe Bryant comenzaron los años 2000 con tres campeonatos consecutivos para los Lakers. Los Spurs volvieron a ganar el título en 2003 contra los New Jersey Nets. En 2004, los Lakers volvieron a las Finales para caer en cinco partidos frente a los Detroit Pistons.
Después de que los Spurs se llevaran el Trofeo Larry O'Brien en 2005, en la temporada de 2006 se vio a dos franquicias que hacían sus primeras apariciones en las finales. Los Miami Heat, conducidos por su escolta estrella, Dwyane Wade, y Shaquille O'Neal, que había sido traspasado de los Lakers durante el verano 2004, ganaron la serie sobre los Dallas Mavericks en seis partidos después de perder los dos primeros. El dominio de Lakers / Spurs continuó en 2007 con una serie de cuatro partidos para los Spurs sobre unos Cleveland Cavaliers conducidos por LeBron James. En 2008 se vio una revancha de la rivalidad Celtics-Lakers (una de las más históricas de la liga), saliendo victoriosos los Celtics su decimoséptimo campeonato, gracias a los denominados Big-Three: Paul Pierce, Ray Allen y Kevin Garnett.
En 2009, Kobe Bryant y los Lakers volvieron a la final de la NBA de 2009, esta vez para derrotar a Dwight Howard y sus Orlando Magic para llevar a los angelinos a su decimoquinto título de la NBA. Bryant ganó su primer MVP de las finales en su decimotercera temporada después de liderar a los Lakers en su primer campeonato de la NBA desde la salida de Shaquille O'Neal.
El All-Star Game de 2010 tuvo lugar en el Cowboys Stadium reuniendo a la cifra más alta de un partido NBA de la historia con 108 713 espectadores.
Al final de la temporada, los Celtics y los Lakers reeditaron su rivalidad tras la edición de 2008 cuando se encontraron nuevamente en las finales por duodécima vez. Los Lakers ganaron el título al ganar el séptimo partido por 83-79. Antes del inicio de la temporada 2010-11, la NBA tuvo un emocionante verano con uno de los episodios más esperados de agentes libres de todos los tiempos. Dos de ellos firmaron, y uno renunció, con los Miami Heat, lo que les llevó a una temporada que estaría marcada dependiendo de un éxito o un fracaso a final del campeonato. Los Heat, liderados por LeBron James, Dwyane Wade, y Chris Bosh, llegaron a las finales contra los Dallas Mavericks en lo que fue una revancha entre las franquicias de la temporada 2006. Los Mavericks, conducidos por Dirk Nowitzki —el eventual MVP de las finales de la NBA— se adjudicaron el título tras seis partidos siendo el primer título de la franquicia. Los veteranos Shawn Marion, Jason Kidd, Jason Terry y Peđa Stojaković celebraron también su primer campeonato.

### Actualidad
Desde 2004, la NBA está conformada por 30 franquicias y sigue desarrollándose como una de las principales ligas deportivas del mundo.
El 1 de julio de 2011, a las 12:01 del mediodía, la NBA anunció otro cierre patronal. Después de que las primeras semanas de la temporada fueran canceladas, los jugadores y los dueños ratificaron un nuevo convenio colectivo el 8 de diciembre de 2011 estableciendo una temporada acortada de 66 partidos, por los 82 que se juegan regularmente.
Después del recorte y la temporada regular, los Miami Heat regresaron a las finales con el trío formado por Dwyane Wade, LeBron James y Chris Bosh quienes se enfrentaron al formado por Kevin Durant, Russell Westbrook y James Harden de los Oklahoma City Thunder. El equipo de Florida consiguió vencer en cinco partidos, conquistando su segundo título de la NBA en seis años. Su éxito continuó en la siguiente temporada, venciendo sobre los San Antonio Spurs en 2013, reeditando la final un año después que esta vez se decantó del lado de los texanos tras cinco partidos. Después de esa serie, LeBron James anunció que volvería a sus originarios Cleveland Cavaliers. James lideró al equipo de su estado natal a la segunda aparición de su historia en las finales, donde cayeron frente a los Golden State Warriors de Stephen Curry en seis partidos. Con Curry a la cabeza los Warriors volverían a la final en la temporada 2016, pero esta vez vencerían los Cavaliers ganando su primer campeonato de la NBA, tras necesitar jugarse un séptimo partido y siendo la primera vez que un equipo da vuelta un 3-1 adverso en las finales. Cabe destacar en esa temporada, el récord de 73-9 que lograron los californianos, dejando atrás a los míticos Bulls de Jordan y su récord de 72-10, en ambos casos con participación de Steve Kerr, primero en cancha con los Bulls y luego como entrenador de los Warriors. Así mismo, para la temporada 2017 también se repitió la final, demostrando la hegemonía alcanzada por Golden State y Cleveland en las últimas tres temporadas, en donde los de Oakland, liderados por un gran Curry y un decisivo Kevin Durant, ganarían la final en el quinto partido, tras doblegar sin mayores complicaciones a los de Ohio. En 2018 Golden State Warriors volvió a superar a Cleveland Cavaliers, esta vez con un rotundo 4-0. Sin embargo, en 2019, Toronto Raptors se convirtió en el primer equipo no estadounidense en ganar un título de la NBA a superar a Golden State Warriors.
La temporada 2019-2020 estuvo afectada por la pandemia mundial del COVID-19, y fue cancelada en marzo después de que varios jugadores dieron positivo por el virus. La NBA buscó maneras de volver a la competición el 30 de julio, con un torneo para finalizar la temporada en Orlando, Florida. Finalmente, los Lakers de LeBron James ganaron el anillo frente a Miami Heat.

## Sistema de competición

### Temporada regular

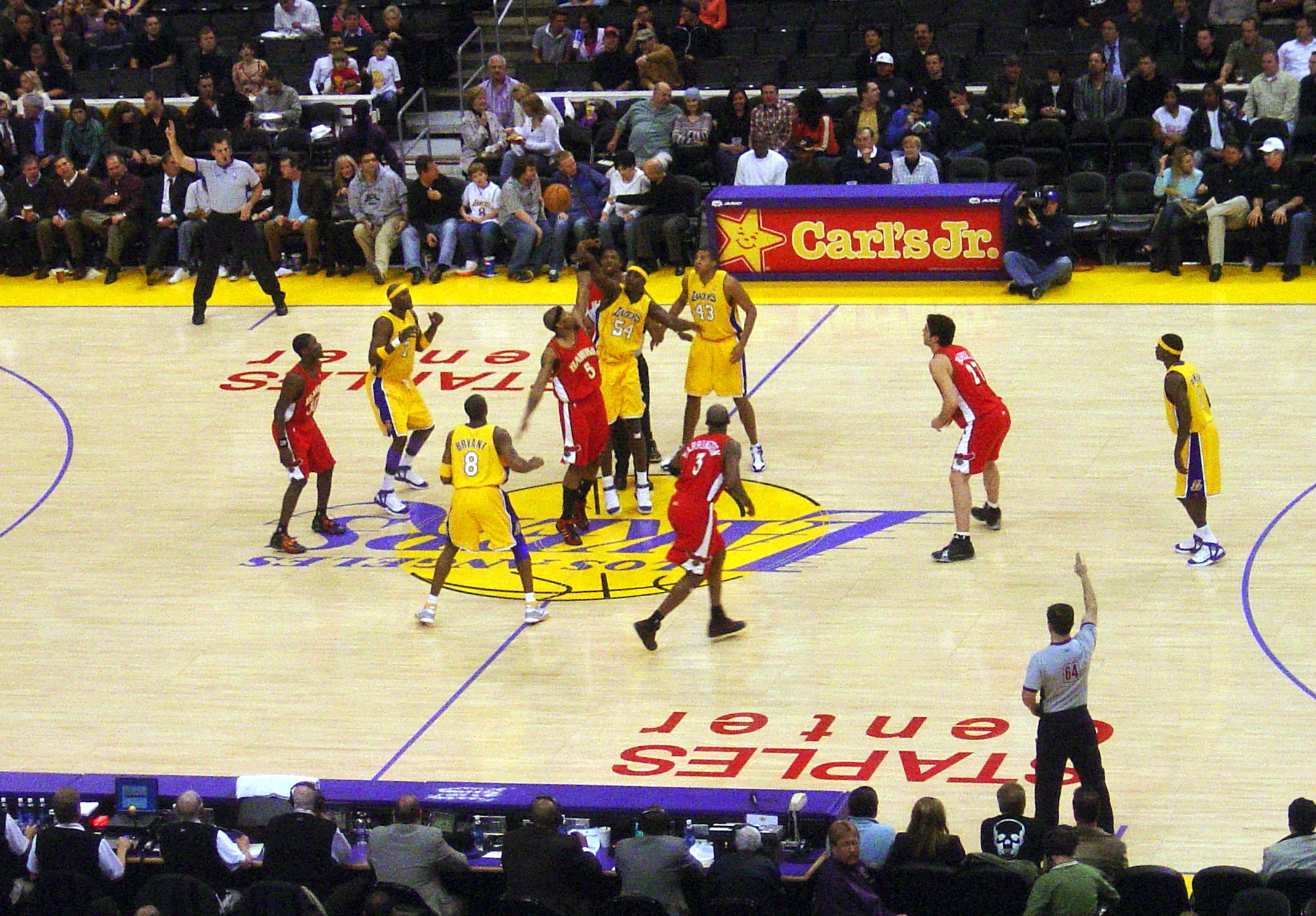
Lakers vs. Hawks, en 2006.

En la temporada regular cada equipo disputa 82 partidos, divididos en partes iguales entre encuentros de local y visitante. El calendario no es el mismo para todos. Los equipos se enfrentan con los oponentes de su propia división en cuatro ocasiones; ante los de las otras dos divisiones de su conferencia, entre tres o cuatro veces; y contra los de la otra conferencia, dos veces al año. Por lo tanto, un equipo puede tener fácil o difícil el calendario, dependiendo en la división o conferencia en la que esté localizado. Después de los recientes cambios de formato del calendario de la NHL, la de baloncesto es la única liga estadounidense de primer nivel en la que todas las franquicias se enfrentan unas contra otras durante la temporada regular, y en la que un ticket de temporada te garantiza poder ver a tu equipo cada vez que venga a jugar a la ciudad durante la temporada regular.
En febrero, la NBA se interrumpe para celebrar el anual All-Star Game. Los jugadores son sometidos a votación por todo Estados Unidos y Canadá, y a través de Internet. El jugador más votado en cada posición y en cada conferencia comenzará de titular en el All-Star Team de su conferencia. Los entrenadores de sus respectivas ligas son los encargados de elegir los 7 jugadores restantes. Los entrenadores que mejor balance victorias-derrotas llevan con su equipo hasta febrero son los encargados de dirigir al equipo de su conferencia, y no pueden dirigir en años consecutivos. El Oeste y el Este se enfrentan, y el jugador que mejor actuación haya realizado durante el encuentro será galardonado con el premio MVP del All-Star. Otra de las atracciones del fin de semana de las estrellas es el partido entre los rookies (novatos) y los sophomores (jugadores de segundo año), y los concursos de triples (5 carros con 4 balones normales cada uno y uno tricolor cuyo valor es del doble). Gana el que más triples mete en un tiempo definido con un máximo de 30), de mates (un jurado compuesto de 5 jueces veteranos, normalmente retirados, jugadores con experiencia en la modalidad de mates) y habilidades (un recorrido con diferentes obstáculos a realizar en el menor tiempo posible).
Tras el All-Star, finaliza el plazo para realizar traspasos. Después de ese día, los equipos no pueden intercambiar jugadores hasta final de temporada, aunque sí está permitido firmar agentes libres y despedir jugadores. Muchos traspasos son realizados poco antes o durante esa fecha, haciendo de ese día uno de los más agitados para los equipos en todo el año.
En el mes de abril finaliza la temporada regular. Durante ese tiempo, comienza el periodo de votación de los premios individuales de la temporada. El premio al mejor Sexto Hombre lo recibe el jugador que más ha aportado saliendo desde el banquillo (sin ser titular en su equipo). El rookie del año va para el mejor novato, mientras que el premio al Jugador Más Mejorado lo recibe, como su propio nombre indica, al jugador que más ha progresado de una temporada a otra. El jugador más defensivo de la liga se lleva el premio al mejor defensor, el entrenador del año para el mejor entrenador de esa temporada, y el MVP al mejor jugador. Además, Sporting News concede anualmente un premio no oficial (pero extensamente aprobado) al mejor ejecutivo de la temporada.
En la postemporada también se dan a conocer los tres mejores quintetos del año, así como los dos de rookies y defensivos.

### Postemporada

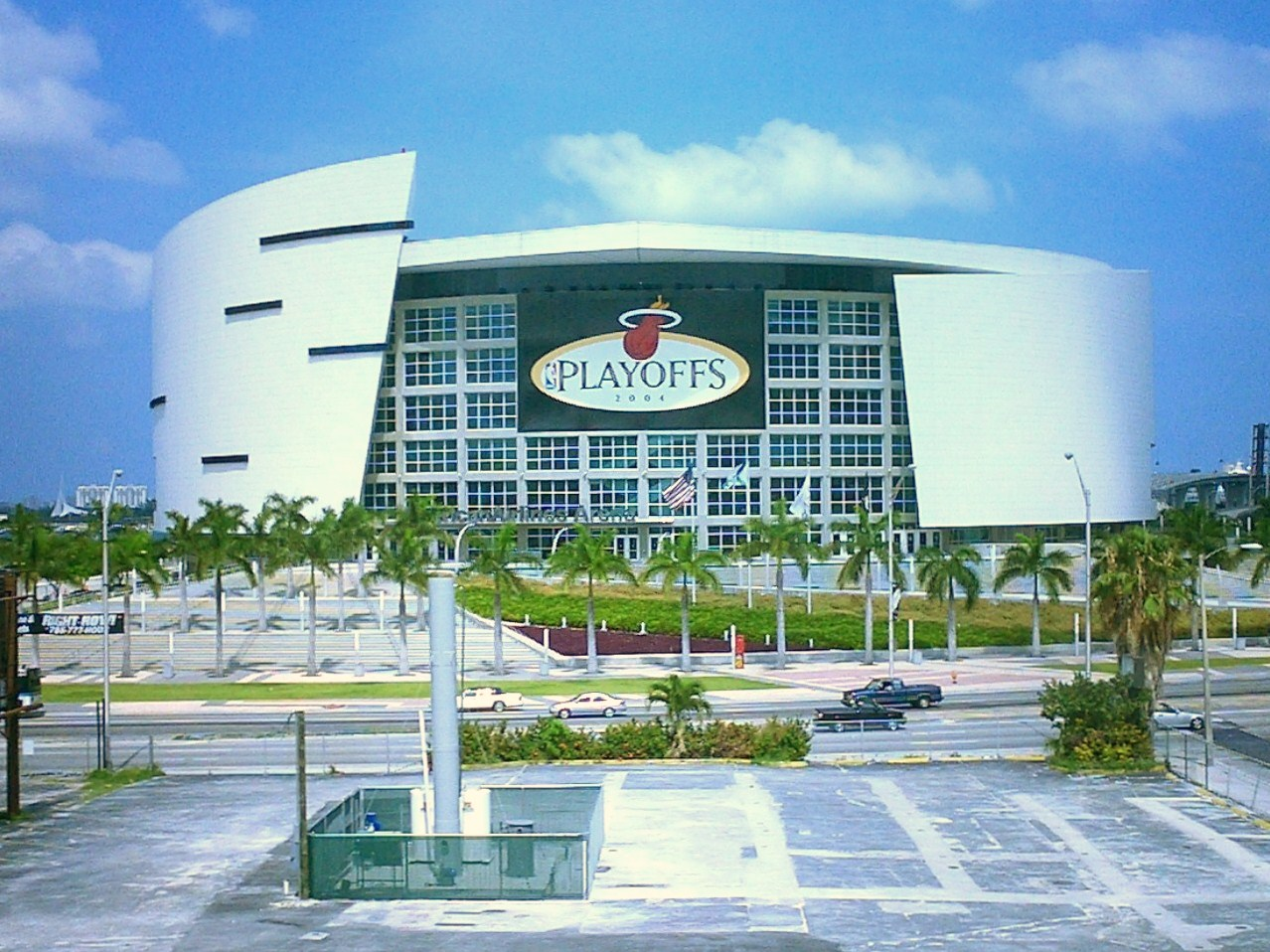
American Airlines Arena de Miami Heat engalanado durante los playoffs.

Los Playoffs de la NBA consiste en cuatro rondas de competición entre dieciséis equipos repartidos en la Conferencia Oeste y la Conferencia Este, ocho equipos por cada Conferencia. Los ganadores de la Primera Ronda (o cuartos de final de conferencia) avanzan a las Semifinales de Conferencia, posteriormente a las Finales de Conferencia y los vencedores a las Finales de la NBA, disputadas entre los campeones de cada conferencia.
Comienzan a finales de abril, con ocho equipos de cada conferencia clasificados. Hasta la temporada 2005-2006, los tres primeros puestos de cada conferencia venían determinados por los primeros clasificados en cada división, siguiendo a su vez el balance victorias-derrotas.
Esta regla generó mucha controversia y ese año fue decisivo para que se aboliese, ya que debido a ella se enfrentaron en Segunda Ronda los dos mejores equipos de la Conferencia Oeste en cuanto a récord, los Dallas Mavericks y San Antonio Spurs. Dallas pese a ser segundo en porcentaje de victorias en esa conferencia cayó al puesto número 4 con lo cual se debería enfrentar al número 1 en segunda ronda mientras que otros equipos con peor récord tenían un camino más sencillo. Era un claro perjuicio tanto para Dallas como para San Antonio pese a que habían sido los mejores en la fase regular.
A partir de la temporada 2006-2007, los primeros cuatro equipos, los tres campeones de división y el mejor segundo, son emparejados tomando en cuenta el total de partidos ganados y perdidos, de modo que los dos mejores equipos de cada conferencia no se enfrenten sino hasta la final del campeonato. La posición de los cuatro equipos restantes viene determinada por el porcentaje de victorias de cada uno de ellos. El ser campeón de división no garantiza tener la ventaja de campo en las eliminatorias de los playoffs, algo insólito en los deportes estadounidenses. La ventaja de campo está estrictamente basada en el balance de victorias-derrotas durante la temporada regular, sin respetar a los ganadores de división.
El tener un récord más alto ofrece varias ventajas. Ya que el primer clasificado jugará contra el octavo, el segundo contra el séptimo, el tercero contra el sexto y el cuarto contra el quinto, el tener un mejor balance normalmente quiere decir que te enfrentarás a un equipo más débil. La franquicia con mejor balance tiene la ventaja de campo en cada serie de playoffs, incluida la primera ronda. Esto significa que, por ejemplo, si el equipo que recibe al sexto clasificado tiene mejor balance que el tercer clasificado, el sexto tendría ventaja de campo, a pesar de que el tercer equipo tenga un puesto en la clasificación más alto.
Las series de playoffs siguen un formato de competición. Cada eliminatoria es al mejor de siete partidos (hasta 2003 la primera ronda de los playoffs era al mejor de cinco partidos), avanzando de serie el primero que gane cuatro partidos, mientras que el perdedor es eliminado de los playoffs. En la siguiente ronda, el equipo ganador juega contra otro de su misma conferencia. Así, todos excepto uno son eliminados de los playoffs en cada conferencia. En cada ronda (incluidas las finales de la NBA), se sigue el modelo 2-2-1-1-1, queriendo decir que el equipo que tenga la ventaja de campo jugará en casa los partidos 1, 2, 5 y 7, mientras que su rival lo hará en los partidos 3, 4 y 6. Esta regla cambió a partir de la temporada 2013-2014, ya que en las Finales de la NBA se utilizaba el modelo 2-3-2.

### Finales

Logotipo de las finales del campeonato.

En la ronda final, se enfrentan los campeones de cada conferencia al mejor de siete partidos. El primero que consiga vencer en cuatro partidos, se le conocerá como el campeón de la NBA. Se disputa anualmente en junio, y al campeón se le galardona con el Larry O'Brien Championship Trophy desde 1977, fecha en la que reemplazó al Trofeo Walter A. Brown. La idea de llamar al trofeo de campeón Larry O'Brien, es en honor al comisionado de la NBA que precedió a David Stern, Larry O'Brien. A cada jugador del equipo victorioso, además del entrenador y el mánager general, se le entrega un anillo de campeón. Además, la liga entrega el trofeo Bill Russell MVP de las Finales. Este trofeo es llamado Bill Russell en honor del legendario jugador de los Celtics de Boston que ganó 11 campeonatos en 13 años de carrera profesional. Este premio normalmente lo recibe un jugador del equipo ganador, aunque esto no sea una norma. Solo ha habido una excepción hasta la fecha: Jerry West recibió el MVP de las Finales en 1969 (primera temporada en la que se entregaba este premio) a pesar de que los Lakers no ganaron el anillo.

## Límite salarial
El límite salarial (o salary cap en inglés) es el límite que los equipos pueden gastar en contratos de jugadores y que existe para igualar el nivel de los equipos de la NBA. Sin dicho límite los equipos podrían ofrecer grandes cantidades de dinero a los agentes libres. La idea básica es que un equipo no pueda contratar a un agente libre si se excede de este límite.
Este límite se establece para cada futura campaña y está sujeto a unas adaptaciones. Normalmente se calcula multiplicando el BRI (Basketball Related Income, que se trata de un término definido como todos aquellos ingresos recibidos por los equipos como resultado de las distintas operaciones llevadas a cabo) por un 48,04 %; sustrayendo los salarios de los jugadores y dividiendo el resultado entre 29.
De este modo se potencia el valor de los jugadores como miembros de un equipo con un proyecto viable en lo económico y en lo deportivo. Se evita que un equipo con mayores recursos económicos pueda conseguir jugadores «a golpe de talonario», o que un equipo tenga que endeudarse para afrontar la competición con garantías (y caiga en una ruina económica si dicho proyecto no fructifica).
Esta característica, junto con el draft, hace necesario que cada franquicia estudie bien qué jugadores puede interesarles del mercado para su proyecto (según el perfil del equipo). También así se consigue que cada franquicia solo pueda "blindar" económicamente a uno o dos jugadores (que se suelen denominar «jugadores franquicia»)
El salario mínimo de un equipo se calcula multiplicando el límite salarial por el 75 %.

## Draft
El Draft es un sistema para controlar que el acceso de nuevos jugadores a la liga beneficie a la competencia. Básicamente permite a los equipos más débiles de un año seleccionar a los jugadores que deseen para la siguiente campaña, nivelando la competición a corto/medio plazo.
Todos los jugadores que quieren formar parte de la NBA se inscriben para participar en la elección del Draft que se realiza a principios del verano. En ella cada uno de los equipos de la liga tiene derecho a elegir un jugador en principio. Originalmente el equipo con peor índice de victorias en la liga regular anterior elegía al jugador que deseaba, después lo hacía el siguiente equipo con menos victorias, etc.
Sin embargo, se observó que algunos equipos que no tenían posibilidades de clasificarse para los playoffs se dejaban perder en los últimos partidos de competición para tener un número más alto de elección. Por ello se decidió que las primeras 14 elecciones se decidieran por un sorteo mediante una lotería.
Actualmente en dicho sorteo solo entran los equipos que no han jugado los playoffs. De ellos el que más victorias cosechó en la liga regular anterior es el que menos posibilidades tiene, el segundo con más victorias tiene algo más de posibilidades, etc. El resto de las elecciones se hace por orden inverso a la posición ocupada en la clasificación de la última campaña.
Sin embargo, conviene aclarar que el hecho de seleccionar en un lugar alto no asegura que el jugador seleccionado sea el mejor. La historia de la NBA está llena de errores y elecciones discutibles en las primeras posiciones, como el año 1984, en el que Houston Rockets eligió a Hakeem Olajuwon como n.º 1 y Portland Trail Blazers incomprensiblemente seleccionaron a Sam Bowie con el n.º 2 dejando a Chicago Bulls elegir con el n.º 3 a Michael Jordan.
Otro aspecto clave es que debido a la escasa edad con la que se incorporan los futuro jugadores al Draft (sin acabar sus estudios universitarios) hace que sea realmente difícil para los equipos calibrar qué jugador ofrecerá mejor rendimiento a medio plazo.
El 30 de junio de 2011, la NBA anunció oficialmente el paro patronal debido a la inconformidad de los jugadores y los dueños respectivamente. Esta sería la segunda vez que en la NBA se convocara una huelga. La primera se produjo en la temporada 1998-99.

## Equipos
La NBA se originó en 1946 con once equipos, y fue creciendo a través de una secuencia de expansiones de equipos, reducciones y reubicaciones para conformar un plantel actual que se compone de 30 equipos o franquicias. De ellos, un total de 29 se encuentran localizados en Estados Unidos y solamente uno se encuentra en Canadá. Desde su nacimiento se han producido un total de once expansiones para albergar a dieciocho nuevos equipos, siendo el último de ellos los Charlotte Bobcats de Carolina del Norte, quienes recuperaron su denominación histórica de Hornets en 2014.
La organización actual de la liga divide a los equipos en dos conferencias —la Oeste y la Este— de tres divisiones cada una, las cuales constan a su vez de cinco equipos. La división territorial actual fue introducida en la temporada 2004-05. Reflejando la distribución de la población de los Estados Unidos y de Canadá en conjunto, la mayoría de los equipos están en la mitad del este del país: trece equipos están en la zona horaria del este, nueve en la zona central, tres en la zona horaria montañosa, y cinco en la Pacífico.
El comisionado se encarga de que haya el mismo número de franquicias en cada conferencia para mantener una división equivalente. En los casos en los que se produce una reubicación de franquicia, el mapa divisional se reestructura para que cada división cuente con los cinco equipos del cupo.

### Franquicias
| Conferencia Oeste | Conferencia Oeste      | Conferencia Oeste  | Conferencia Oeste        | Conferencia Oeste | Conferencia Oeste  |
| División          | Equipo                 | Ciudad             | Pabellón                 | Fundado           | Patrocinio         |
| ----------------- | ---------------------- | ------------------ | ------------------------ | ----------------- | ------------------ |
| Noroeste          | Denver Nuggets         | Denver, CO         | Ball Arena               | 1967              | Ibotta             |
| Noroeste          | Minnesota Timberwolves | Mineápolis, MN     | Target Center            | 1989              | Sezzle             |
| Noroeste          | Oklahoma City Thunder  | Oklahoma City, OK  | Paycom Center            | 1967*             | Love's             |
| Noroeste          | Portland Trail Blazers | Portland, OR       | Moda Center              | 1970              | Brightside Windows |
| Noroeste          | Utah Jazz              | Salt Lake City, UT | Delta Center             | 1974*             | LiveView           |
| Suroeste          | Dallas Mavericks       | Dallas, TX         | American Airlines Center | 1980              | Chime              |
| Suroeste          | Houston Rockets        | Houston, TX        | Toyota Center            | 1967*             | Memorial Hermann   |
| Suroeste          | Memphis Grizzlies      | Memphis, TN        | FedExForum               | 1995*             | Robinhood          |
| Suroeste          | New Orleans Pelicans   | Nueva Orleans, LA  | Smoothie King Center     | 1988*             | New Age Products   |
| Suroeste          | San Antonio Spurs      | San Antonio, TX    | Frost Bank Center        | 1967*             | Self Financial     |
| Pacífico          | Golden State Warriors  | San Francisco, CA  | Chase Center             | 1946*             | Rakuten            |
| Pacífico          | Los Angeles Clippers   | Inglewood, CA      | Intuit Dome              | 1970*             | Sin patrocinador   |
| Pacífico          | Los Angeles Lakers     | Los Ángeles, CA    | Crypto.com Arena         | 1946*             | Bibigo             |
| Pacífico          | Phoenix Suns           | Phoenix, AZ        | PHX Arena                | 1968              | PayPal             |
| Pacífico          | Sacramento Kings       | Sacramento, CA     | Golden 1 Center          | 1945*             | Reviver            |

| Conferencia Este | Conferencia Este    | Conferencia Este    | Conferencia Este      | Conferencia Este | Conferencia Este     |
| División         | Equipo              | Ciudad              | Pabellón              | Fundado          | Patrocinio           |
| ---------------- | ------------------- | ------------------- | --------------------- | ---------------- | -------------------- |
| Atlántico        | Boston Celtics      | Boston, MA          | TD Garden             | 1946             | Amica                |
| Atlántico        | Brooklyn Nets       | Nueva York, NY      | Barclays Center       | 1967*            | GetYourGuide         |
| Atlántico        | New York Knicks     | Nueva York, NY      | Madison Square Garden | 1946             | Experience Abu Dhabi |
| Atlántico        | Philadelphia 76ers  | Filadelfia, PA      | Wells Fargo Center    | 1939*            | Crypto.com           |
| Atlántico        | Toronto Raptors     | Toronto, ON, Canadá | Scotiabank Arena      | 1995             | Sun Life             |
| Central          | Chicago Bulls       | Chicago, IL         | United Center         | 1966             | Motorola             |
| Central          | Cleveland Cavaliers | Cleveland, OH       | Rocket Arena          | 1970             | Cleveland Cliffs     |
| Central          | Detroit Pistons     | Detroit, MI         | Little Caesars Arena  | 1941*            | StockX               |
| Central          | Indiana Pacers      | Indianápolis, IN    | Gainbridge Fieldhouse | 1967             | Spokenote            |
| Central          | Milwaukee Bucks     | Milwaukee, WI       | Fiserv Forum          | 1968             | Motorola             |
| Sureste          | Atlanta Hawks       | Atlanta, GA         | State Farm Arena      | 1946*            | YMCA                 |
| Sureste          | Charlotte Hornets   | Charlotte, NC       | Spectrum Center       | 1988             | Sin patrocinador     |
| Sureste          | Miami Heat          | Miami, FL           | Kaseya Center         | 1988             | Robinhood            |
| Sureste          | Orlando Magic       | Orlando, FL         | Kia Center            | 1989             | Disney World         |
| Sureste          | Washington Wizards  | Washington D. C.    | Capital One Arena     | 1961*            | Robinhood            |

Nota: Indicado con asterisco (*) un movimiento de franquicia.

Nota 2: Indiana Pacers, New Jersey Nets, San Antonio Spurs y Denver Nuggets, entraron en la NBA en 1976, procedentes de la ABA.

Nota 3: Los patrocinios comenzaron en la temporada 2017-18, donde 21 equipos empezaron a utilizar publicidad en sus camisetas. Al año siguiente, los 30 equipos ya lucian publicidad relacionada con la localización de la franquicia, convirtiéndose la NBA así, en la primera de las "cuatro grandes" ligas estadounidenses en hacerlo.

### Traslados de franquicias
Las franquicias señaladas, han cambiado de ciudad, en algún momento de la historia de la NBA:
- Philadelphia Warriors (1946-1962), San Francisco Warriors (1962-71): Golden State Warriors
- Minneapolis Lakers (1948-60): Los Angeles Lakers
- Syracuse Nationals (1949-63): Philadelphia 76ers
- Rochester Royals (1948-57), Cincinnati Royals (1957-72), Kansas City/Omaha Royals (1972-75), Kansas City Kings (1975-85): Sacramento Kings
- Fort Wayne Pistons (1948-57): Detroit Pistons
- Tri-Cities Blackhawks (1949-51), Milwaukee Hawks (1951-55), St.Louis Hawks (1955-68): Atlanta Hawks
- Vancouver Grizzlies (1995-2001): Memphis Grizzlies
- New Orleans Jazz (1974-79): Utah Jazz
- Chicago Packers (1961-62), Chicago Zephyrs (1962-63), Baltimore Bullets (1963-73), Capital Bullets (1973-74), Washington Bullets (1974-1997): Washington Wizards
- Charlotte Hornets (1988-2002), New Orleans Hornets (2002-2005), New Orleans/Oklahoma City Hornets (2005-2007) (*), New Orleans Hornets (2007-2013): New Orleans Pelicans
- New York Nets (1976-77), New Jersey Nets (1977-2012): Brooklyn Nets
- Buffalo Braves (1970-78), San Diego Clippers (1978-84): Los Angeles Clippers
- San Diego Rockets (1967-71): Houston Rockets
- Seattle SuperSonics (1967-2008): Oklahoma City Thunder
- Charlotte Bobcats (2004-2014): Charlotte Hornets (**)

(*): Debido a los daños materiales, que causó el Huracán Katrina, en la ciudad de Nueva Orleans, en agosto de 2005, el equipo tuvo que cambiar su residencia temporalmente, a la ciudad de Oklahoma City, durante la temporada 2005-06. Dos temporadas después, regresó de nuevo la franquicia a Nueva Orleans.
(**): El nombre, historia y récords del equipo entre 1988 y 2002 regresaron a su ciudad original cuando los Charlotte Bobcats se convirtieron en Charlotte Hornets en mayo de 2014.

### Equipos desaparecidos
| - Anderson Packers (1949-1950) - Baltimore Bullets (1947-1953) - Chicago Stags (1946-1950) - Cleveland Rebels (1946-1947) - Denver Nuggets (1948-1950) - Detroit Falcons (1946-1947) - Indianapolis Jets (1948-1949) - Indianapolis Olympians (1949-1953) | - Pittsburgh Ironmen (1946-1947) - Providence Steamrollers (1946-1949) - Sheboygan Redskins (1946-1951) - St. Louis Bombers (1946-1950) - Toronto Huskies (1946-1947) - Washington Capitols (1946-1951) - Waterloo Hawks (1946-1947) |

## Historial
Para un mejor detalle de cada edición véase Campeones de la NBA y Finales de la NBA
Desde el año 1946 y hasta 1983 el equipo campeón recibía el Trofeo Walter A. Brown —denominación en honor al primer propietario de los Boston Celtics—, pasando a denominarse desde entonces como Trofeo Larry O'Brien —en favor del tercer comisionado de la NBA—.
Originariamente las finales se denominaban como NBA World Championship Series (en español: Series por el Campeonato del Mundo de la NBA), término que dejó de utilizarse en 1986.
Nota: Un asterisco (*) denota un movimiento de franquicia. Nombres de los equipos según la época.
El signo de "→" en el MVP de las Finales significa que el jugador ganó también el premio de MVP de la Temporada en el mismo curso.
| Temporada                               | Campeón                                 | Resultado                               | Subcampeón                              | MVP de las Finales                      | MVP de la Temporada                     | Entrenador del Año                      |
| Basketball Association of America (BAA) | Basketball Association of America (BAA) | Basketball Association of America (BAA) | Basketball Association of America (BAA) | Basketball Association of America (BAA) | Basketball Association of America (BAA) | Basketball Association of America (BAA) |
| --------------------------------------- | --------------------------------------- | --------------------------------------- | --------------------------------------- | --------------------------------------- | --------------------------------------- | --------------------------------------- |
| 1946-47                                 | Philadelphia Warriors (1)*              | 4 - 1                                   | Chicago Stags                           |                                         |                                         |                                         |
| 1947-48                                 | Baltimore Bullets                       | 4 - 2                                   | Philadelphia Warriors                   |                                         |                                         |                                         |
| 1948-49                                 | Minneapolis Lakers (1)*                 | 4 - 2                                   | Washington Capitols                     |                                         |                                         |                                         |
| National Basketball Association (NBA)   |                                         |                                         |                                         |                                         |                                         |                                         |
| 1949-50                                 | Minneapolis Lakers (2)*                 | 4 - 2                                   | Syracuse Nationals*                     |                                         |                                         |                                         |
| 1950-51                                 | Rochester Royals*                       | 4 - 3                                   | New York Knicks                         |                                         |                                         |                                         |
| 1951-52                                 | Minneapolis Lakers (3)                  | 4 - 3                                   | New York Knicks                         |                                         |                                         |                                         |
| 1952-53                                 | Minneapolis Lakers (4)                  | 4 - 1                                   | New York Knicks                         |                                         |                                         |                                         |
| 1953-54                                 | Minneapolis Lakers (5)                  | 4 - 3                                   | Syracuse Nationals                      |                                         |                                         |                                         |
| 1954-55                                 | Syracuse Nationals (1)                  | 4 - 3                                   | Fort Wayne Pistons*                     |                                         |                                         |                                         |
| 1955-56                                 | Philadelphia Warriors (2)               | 4 - 1                                   | Fort Wayne Pistons                      |                                         | Bob Pettit (1), St. Louis               |                                         |
| 1956-57                                 | Boston Celtics (1)                      | 4 - 3                                   | Saint Louis Hawks*                      |                                         | Bob Cousy, Boston                       |                                         |
| 1957-58                                 | Saint Louis Hawks*                      | 4 - 2                                   | Boston Celtics                          |                                         | Bill Russell (1), Boston                |                                         |
| 1958-59                                 | Boston Celtics (2)                      | 4 - 0                                   | Minneapolis Lakers                      |                                         | Bob Pettit (2), St. Louis               |                                         |
| 1959-60                                 | Boston Celtics (3)                      | 4 - 3                                   | Saint Louis Hawks                       |                                         | Wilt Chamberlain (1), Philadelphia      |                                         |
| 1960-61                                 | Boston Celtics (4)                      | 4 - 1                                   | Saint Louis Hawks                       |                                         | Bill Russell (2), Boston                |                                         |
| 1961-62                                 | Boston Celtics (5)                      | 4 - 3                                   | Los Angeles Lakers                      |                                         | Bill Russell (3), Boston                |                                         |
| 1962-63                                 | Boston Celtics (6)                      | 4 - 2                                   | Los Angeles Lakers                      |                                         | Bill Russell (4), Boston                | Harry Gallatin, St. Louis               |
| 1963-64                                 | Boston Celtics (7)                      | 4 - 1                                   | San Francisco Warriors*                 |                                         | Oscar Robertson, Cincinnati             | Alex Hannum, San Francisco              |
| 1964-65                                 | Boston Celtics (8)                      | 4 - 1                                   | Los Angeles Lakers                      |                                         | Bill Russell (5), Boston                | Red Auerbach, Boston                    |
| 1965-66                                 | Boston Celtics (9)                      | 4 - 3                                   | Los Angeles Lakers                      |                                         | Wilt Chamberlain (2), Philadelphia      | Dolph Schayes, Philadelphia             |
| 1966-67                                 | Philadelphia 76ers (2)                  | 4 - 2                                   | San Francisco Warriors                  |                                         | Wilt Chamberlain (3), Philadelphia      | Johnny Kerr, Chicago                    |
| 1967-68                                 | Boston Celtics (10)                     | 4 - 2                                   | Los Angeles Lakers                      |                                         | Wilt Chamberlain (4), Philadelphia      | Richie Guerin, St. Louis                |
| 1968-69                                 | Boston Celtics (11)                     | 4 - 3                                   | Los Angeles Lakers                      | Jerry West, Los Angeles                 | Wes Unseld, Baltimore                   | Gene Shue, Baltimore                    |
| 1969-70                                 | New York Knicks (1)                     | 4 - 3                                   | Los Angeles Lakers                      | Willis Reed (1) →                       | Willis Reed, New York                   | Red Holzman, New York                   |
| 1970-71                                 | Milwaukee Bucks (1)                     | 4 - 0                                   | Baltimore Bullets*                      | Lew Alcindor (1) →                      | Lew Alcindor (1), Milwaukee             | Dick Motta, Chicago                     |
| 1971-72                                 | Los Angeles Lakers (6)                  | 4 - 1                                   | New York Knicks                         | Wilt Chamberlain                        | Kareem Abdul-Jabbar (2), Milwaukee      | Bill Sharman, LA Lakers                 |
| 1972-73                                 | New York Knicks (2)                     | 4 - 1                                   | Los Angeles Lakers                      | Willis Reed (2)                         | Dave Cowens, Boston                     | Tom Heinsohn, Boston                    |
| 1973-74                                 | Boston Celtics (12)                     | 4 - 3                                   | Milwaukee Bucks                         | John Havlicek                           | Kareem Abdul-Jabbar (3), Milwaukee      | Ray Scott, Detroit                      |
| 1974-75                                 | Golden State Warriors (3)               | 4 - 0                                   | Washington Bullets*                     | Rick Barry                              | Bob McAdoo, Buffalo                     | Phil Johnson, K. City-Omaha             |
| 1975-76                                 | Boston Celtics (13)                     | 4 - 2                                   | Phoenix Suns                            | Jo Jo White                             | Kareem Abdul-Jabbar (4), LA Lakers      | Bill Fitch, Cleveland                   |
| 1976-77                                 | Portland Trail Blazers                  | 4 - 2                                   | Philadelphia 76ers                      | Bill Walton                             | Kareem Abdul-Jabbar (5), LA Lakers      | Tom Nissalke, Houston                   |
| 1977-78                                 | Washington Bullets                      | 4 - 3                                   | Seattle SuperSonics*                    | Wes Unseld                              | Bill Walton, Portland                   | Hubie Brown, Atlanta                    |
| 1978-79                                 | Seattle SuperSonics*                    | 4 - 1                                   | Washington Bullets                      | Dennis Johnson                          | Moses Malone (1), Houston               | Cotton Fitzsimmons, Kansas City         |
| 1979-80                                 | Los Angeles Lakers (7)                  | 4 - 2                                   | Philadelphia 76ers                      | Magic Johnson (1)                       | Kareem Abdul-Jabbar (6), LA Lakers      | Bill Fitch, Boston                      |
| 1980-81                                 | Boston Celtics (14)                     | 4 - 2                                   | Houston Rockets*                        | Cedric Maxwell                          | Julius Erving, Philadelphia             | Jack McKinney, Indiana                  |
| 1981-82                                 | Los Angeles Lakers (8)                  | 4 - 2                                   | Philadelphia 76ers                      | Magic Johnson (2)                       | Moses Malone (2), Houston               | Gene Shue, Washington                   |
| 1982-83                                 | Philadelphia 76ers (3)                  | 4 - 0                                   | Los Angeles Lakers                      | Moses Malone →                          | Moses Malone (3), Philadelphia          | Don Nelson, Milwaukee                   |
| 1983-84                                 | Boston Celtics (15)                     | 4 - 3                                   | Los Angeles Lakers                      | Larry Bird (1) →                        | Larry Bird (1), Boston                  | Frank Layden, Utah                      |
| 1984-85                                 | Los Angeles Lakers (9)                  | 4 - 2                                   | Boston Celtics                          | Kareem Abdul-Jabbar (2)                 | Larry Bird (2), Boston                  | Don Nelson, Milwaukee                   |
| 1985-86                                 | Boston Celtics (16)                     | 4 - 2                                   | Houston Rockets                         | Larry Bird (2) →                        | Larry Bird (3), Boston                  | Mike Fratello, Atlanta                  |
| 1986-87                                 | Los Angeles Lakers (10)                 | 4 - 2                                   | Boston Celtics                          | Magic Johnson (3) →                     | Magic Johnson (1), LA Lakers            | Mike Schuler, Portland                  |
| 1987-88                                 | Los Angeles Lakers (11)                 | 4 - 3                                   | Detroit Pistons                         | James Worthy                            | Michael Jordan (1), Chicago             | Doug Moe, Denver                        |
| 1988-89                                 | Detroit Pistons (1)                     | 4 - 0                                   | Los Angeles Lakers                      | Joe Dumars                              | Magic Johnson (2), LA Lakers            | Cotton Fitzsimmons, Phoenix             |
| 1989-90                                 | Detroit Pistons (2)                     | 4 - 1                                   | Portland Trail Blazers                  | Isiah Thomas                            | Magic Johnson (3), LA Lakers            | Pat Riley, LA Lakers                    |
| 1990-91                                 | Chicago Bulls (1)                       | 4 - 1                                   | Los Angeles Lakers                      | Michael Jordan (1) →                    | Michael Jordan (2), Chicago             | Don Chaney, Houston                     |
| 1991-92                                 | Chicago Bulls (2)                       | 4 - 2                                   | Portland Trail Blazers                  | Michael Jordan (2) →                    | Michael Jordan (3), Chicago             | Don Nelson, Golden State                |
| 1992-93                                 | Chicago Bulls (3)                       | 4 - 2                                   | Phoenix Suns                            | Michael Jordan (3)                      | Charles Barkley, Phoenix                | Pat Riley, New York                     |
| 1993-94                                 | Houston Rockets (1)                     | 4 - 3                                   | New York Knicks                         | Hakeem Olajuwon (1) →                   | Hakeem Olajuwon, Houston                | Lenny Wilkens, Atlanta                  |
| 1994-95                                 | Houston Rockets (2)                     | 4 - 0                                   | Orlando Magic                           | Hakeem Olajuwon (2)                     | David Robinson, San Antonio             | Del Harris, LA Lakers                   |
| 1995-96                                 | Chicago Bulls (4)                       | 4 - 2                                   | Seattle SuperSonics                     | Michael Jordan (4) →                    | Michael Jordan (4), Chicago             | Phil Jackson, Chicago                   |
| 1996-97                                 | Chicago Bulls (5)                       | 4 - 2                                   | Utah Jazz*                              | Michael Jordan (5)                      | Karl Malone (1), Utah                   | Pat Riley, Miami                        |
| 1997-98                                 | Chicago Bulls (6)                       | 4 - 2                                   | Utah Jazz                               | Michael Jordan (6) →                    | Michael Jordan (5), Chicago             | Larry Bird, Indiana                     |
| 1998-99                                 | San Antonio Spurs (1)                   | 4 - 1                                   | New York Knicks                         | Tim Duncan (1)                          | Karl Malone (2), Utah                   | Mike Dunleavy Sr., Portland             |
| 1999-00                                 | Los Angeles Lakers (12)                 | 4 - 2                                   | Indiana Pacers                          | Shaquille O'Neal (1) →                  | Shaquille O'Neal, LA Lakers             | Doc Rivers, Orlando                     |
| 2000-01                                 | Los Angeles Lakers (13)                 | 4 - 1                                   | Philadelphia 76ers                      | Shaquille O'Neal (2)                    | Allen Iverson, Philadelphia             | Larry Brown, Philadelphia               |
| 2001-02                                 | Los Angeles Lakers (14)                 | 4 - 0                                   | New Jersey Nets*                        | Shaquille O'Neal (3)                    | Tim Duncan (1), San Antonio             | Rick Carlisle, Detroit                  |
| 2002-03                                 | San Antonio Spurs (2)                   | 4 - 2                                   | New Jersey Nets                         | Tim Duncan (2) →                        | Tim Duncan (2), San Antonio             | Gregg Popovich, San Antonio             |
| 2003-04                                 | Detroit Pistons (3)                     | 4 - 1                                   | Los Angeles Lakers                      | Chauncey Billups                        | Kevin Garnett, Minnesota                | Hubie Brown, Memphis                    |
| 2004-05                                 | San Antonio Spurs (3)                   | 4 - 3                                   | Detroit Pistons                         | Tim Duncan (3)                          | Steve Nash (1), Phoenix                 | Mike D'Antoni, Phoenix                  |
| 2005-06                                 | Miami Heat (1)                          | 4 - 2                                   | Dallas Mavericks                        | Dwyane Wade                             | Steve Nash (2), Phoenix                 | Avery Johnson, Dallas                   |
| 2006-07                                 | San Antonio Spurs (4)                   | 4 - 0                                   | Cleveland Cavaliers                     | Tony Parker                             | Dirk Nowitzki, Dallas                   | Sam Mitchell, Toronto                   |
| 2007-08                                 | Boston Celtics (17)                     | 4 - 2                                   | Los Angeles Lakers                      | Paul Pierce                             | Kobe Bryant, LA Lakers                  | Byron Scott, New Orleans                |
| 2008-09                                 | Los Angeles Lakers (15)                 | 4 - 1                                   | Orlando Magic                           | Kobe Bryant (1)                         | LeBron James (1), Cleveland             | Mike Brown, Cleveland                   |
| 2009-10                                 | Los Angeles Lakers (16)                 | 4 - 3                                   | Boston Celtics                          | Kobe Bryant (2)                         | LeBron James (2), Cleveland             | Scott Brooks, Oklahoma City             |
| 2010-11                                 | Dallas Mavericks                        | 4 - 2                                   | Miami Heat                              | Dirk Nowitzki                           | Derrick Rose, Chicago                   | Tom Thibodeau, Chicago                  |
| 2011-12                                 | Miami Heat (2)                          | 4 - 1                                   | Oklahoma City Thunder                   | LeBron James (1) →                      | LeBron James (3), Miami                 | Gregg Popovich, San Antonio             |
| 2012-13                                 | Miami Heat (3)                          | 4 - 3                                   | San Antonio Spurs                       | LeBron James (2) →                      | LeBron James (4), Miami                 | George Karl, Denver                     |
| 2013-14                                 | San Antonio Spurs (5)                   | 4 - 1                                   | Miami Heat                              | Kawhi Leonard (1)                       | Kevin Durant, Oklahoma City             | Gregg Popovich, San Antonio             |
| 2014-15                                 | Golden State Warriors (4)               | 4 - 2                                   | Cleveland Cavaliers                     | Andre Iguodala                          | Stephen Curry (1), Golden State         | Mike Budenholzer, Atlanta               |
| 2015-16                                 | Cleveland Cavaliers                     | 4 - 3                                   | Golden State Warriors                   | LeBron James (3)                        | Stephen Curry (2), Golden State         | Steve Kerr, Golden State                |
| 2016-17                                 | Golden State Warriors (5)               | 4 - 1                                   | Cleveland Cavaliers                     | Kevin Durant (1)                        | Russell Westbrook, Oklahoma City        | Mike D'Antoni, Houston                  |
| 2017-18                                 | Golden State Warriors (6)               | 4 - 0                                   | Cleveland Cavaliers                     | Kevin Durant (2)                        | James Harden, Houston                   | Dwane Casey, Toronto                    |
| 2018-19                                 | Toronto Raptors                         | 4 - 2                                   | Golden State Warriors                   | Kawhi Leonard (2)                       | Giannis Antetokounmpo (1), Milwaukee    | Mike Budenholzer, Milwaukee             |
| 2019-20                                 | Los Angeles Lakers (17)                 | 4 - 2                                   | Miami Heat                              | LeBron James (4)                        | Giannis Antetokounmpo (2), Milwaukee    | Nick Nurse, Toronto                     |
| 2020-21                                 | Milwaukee Bucks (2)                     | 4 - 2                                   | Phoenix Suns                            | Giannis Antetokounmpo                   | Nikola Jokić (1), Denver                | Tom Thibodeau, New York                 |
| 2021-22                                 | Golden State Warriors (7)               | 4 - 2                                   | Boston Celtics                          | Stephen Curry                           | Nikola Jokić (2), Denver                | Monty Williams, Phoenix                 |
| 2022-23                                 | Denver Nuggets                          | 4 - 1                                   | Miami Heat                              | Nikola Jokić                            | Joel Embiid, Philadelphia               | Mike Brown, Sacramento                  |
| 2023-24                                 | Boston Celtics (18)                     | 4 - 1                                   | Dallas Mavericks                        | Jaylen Brown                            | Nikola Jokić (3), Denver                | Mark Daigneault, Oklahoma City          |
| 2024-25                                 | Oklahoma City Thunder (2)               | 4 - 3                                   | Indiana Pacers                          | Shai Gilgeous-Alexander →               | Shai Gilgeous-Alexander, Oklahoma City  | Kenny Atkinson, Cleveland Cavaliers     |

1. ↑  Jerry West es el único jugador que ha ganado el Premio MVP de las Finales siendo integrante del equipo perdedor, en su caso de Los Angeles Lakers.
2. ↑  Tras finalizar la temporada 1970-71, en una conferencia de prensa en el Departamento de Estado de los Estados Unidos el 3 de junio de 1971, el jugador de los Milwaukee Bucks Lew Alcindor pidió ser llamado por su nuevo nombre, Kareem Abdul-Jabbar, ya que se había convertido al Islam.[38]
3. ↑  Magic Johnson ha sido el único jugador que ha ganado el Premio MVP de las Finales siendo jugador rookie (aunque no logró el galardón de Rookie del Año en la liga regular, ya que ese premio fue a parar a Larry Bird).

### Palmarés
| Equipo                                    | Campeonatos | Subcampeonatos | Títulos |
| ----------------------------------------- | ----------- | -------------- | --- |
| Boston Celtics                            | 18          | 5              | 1957, 1959, 1960, 1961, 1962, 1963, 1964, 1965, 1966, 1968, 1969, 1974, 1976, 1981, 1984, 1986, 2008, 2010, 2024 |
| Los Angeles Lakers                        | 17          | 15             | 1949, 1950, 1952, 1953, 1954, 1972, 1980, 1982, 1985, 1987, 1988, 2000, 2001, 2002, 2009, 2010, 2020             |
| Golden State Warriors                     | 7           | 5              | 1947, 1956, 1975, 2015, 2017, 2018, 2022                                                                         |
| Chicago Bulls                             | 6           | 0              | 1991, 1992, 1993, 1996, 1997, 1998                                                                               |
| San Antonio Spurs                         | 5           | 1              | 1999, 2003, 2005, 2007, 2014                                                                                     |
| Philadelphia 76ers                        | 3           | 6              | 1955, 1967, 1983                                                                                                 |
| Detroit Pistons                           | 3           | 4              | 1989, 1990, 2004                                                                                                 |
| Miami Heat                                | 3           | 4              | 2006, 2012, 2013                                                                                                 |
| New York Knicks                           | 2           | 6              | 1970, 1973 |
| Seattle SuperSonics/Oklahoma City Thunder | 2           | 3              | 1979, 2025 |
| Houston Rockets                           | 2           | 2              | 1994, 1995 |
| Milwaukee Bucks                           | 2           | 1              | 1971, 2021 |
| Cleveland Cavaliers                       | 1           | 4              | 2016 |
| Atlanta Hawks                             | 1           | 3              | 1958 |
| Washington Wizards                        | 1           | 3              | 1978 |
| Portland Trail Blazers                    | 1           | 2              | 1977 |
| Dallas Mavericks                          | 1           | 2              | 2011 |
| Baltimore Bullets                         | 1           | 0              | 1948 |
| Sacramento Kings                          | 1           | 0              | 1951 |
| Toronto Raptors                           | 1           | 0              | 2019 |
| Denver Nuggets                            | 1           | 0              | 2023 |
| Phoenix Suns                              | -           | 3              | |
| Brooklyn Nets                             | -           | 2              | |
| Indiana Pacers                            | -           | 2              | |
| Orlando Magic                             | -           | 2              | |
| Utah Jazz                                 | -           | 2              | |
| Chicago Stags                             | -           | 1              | |
| Washington Capitols                       | -           | 1              | |

## Estadísticas

### Tabla histórica de anotadores
Para ver la tabla completa véase Máximos anotadores de la NBA.
El máximo anotador de la Liga regular de la NBA es el estadounidense LeBron James con 42 184 puntos, seguido de Kareem Abdul-Jabbar y Karl Malone con 38 387 y 36 928 puntos respectivamente, siendo tres de los siete jugadores en alcanzar la barrera de los treinta mil puntos en la historia de la competición. El primer jugador no nacido en Estados Unidos en la lista de máximos anotadores es el alemán Dirk Nowitzki, en sexta posición, con 31 560.
Cabe destacar también a los jugadores Michael Jordan y Wilt Chamberlain, quienes ostentan el mejor promedio anotador durante toda su carrera con 30,12 y 30,07 puntos por partido respectivamente. En el caso de Jordan, además, fue el máximo anotador de la temporada en diez ocasiones, superando el registro de siete temporadas de Wilt Chamberlain, que estaba vigente desde 1966.
Entre los jugadores en activo también es LeBron James quien lidera la clasificación desde su debut en 2003, seguido por Kevin Durant, James Harden, Russell Westbrook, Stephen Curry, DeMar DeRozan, Chris Paul y Damian Lillard.
Nota: en negrita se indican los jugadores activos durante la temporada 2024-25 de la NBA, y con asterisco (*) su actual equipo. Están contabilizados los datos de la American Basketball Association (ABA) (1967-1976).
| \| Pos. \| Jugador \| Pts. \| Part. \| Prom. \| Debut \| Equipo(s) * \| \| ---------------------------------------------------------------------------------------------- \| ------------------- \| ------ \| ----- \| ----- \| ------- \| ------------------------------------------------------------------------------------------------------------------------ \| \| 1 \| LeBron James \| 42 184 \| 1562 \| 27.01 \| 2003-04 \| Cleveland Cavaliers / Miami Heat / Los Angeles Lakers* \| \| 2 \| Kareem Abdul-Jabbar \| 38 387 \| 1560 \| 24.61 \| 1969-70 \| Milwaukee Bucks / Los Angeles Lakers \| \| 3 \| Karl Malone \| 36 928 \| 1476 \| 25.02 \| 1985-86 \| Utah Jazz / Los Angeles Lakers \| \| 4 \| Kobe Bryant \| 33 643 \| 1346 \| 24.99 \| 1996-97 \| Los Angeles Lakers \| \| 5 \| Michael Jordan \| 32 292 \| 1072 \| 30.12 \| 1984-85 \| Chicago Bulls / Washington Wizards \| \| 6 \| Dirk Nowitzki \| 31 560 \| 1522 \| 20.74 \| 1998-99 \| Dallas Mavericks \| \| 7 \| Wilt Chamberlain \| 31 419 \| 1045 \| 30.07 \| 1959-60 \| Phila/San Francisco Warriors / Philadelphia 76ers / Los Angeles Lakers \| \| 8 \| Kevin Durant \| 30 571 \| 1123 \| 27.22 \| 2007-08 \| Seattle Supersonics/Oklahoma City Thunder / Golden State Warriors / Brooklyn Nets / Phoenix Suns* \| \| 9 \| Shaquille O'Neal \| 28 596 \| 1207 \| 23.69 \| 1992-93 \| Orlando Magic / Los Angeles Lakers / Miami Heat /Phoenix Suns / Cleveland Cavaliers / Boston Celtics \| \| 10 \| Carmelo Anthony \| 28 289 \| 1260 \| 22.45 \| 2003-04 \| Denver Nuggets / New York Knicks / Oklahoma City Thunder / Houston Rockets / Portland Trail Blazers / Los Angeles Lakers \| \| 11 \| James Harden \| 27 687 \| 1151 \| 24.05 \| 1982-83 \| Oklahoma City Thunder / Houston Rockets / Brooklyn Nets / Philadelphia 76ers / Los Angeles Clippers* \| \| 12 \| Moses Malone \| 27 409 \| 1329 \| 20.62 \| 1976-77 \| Houston Rockets / Philadelphia 76ers \| \| 13 \| Elvin Hayes \| 27 313 \| 1303 \| 20.96 \| 1976-77 \| Houston Rockets / Washington Bullets \| \| 14 \| Hakeem Olajuwon \| 26 946 \| 1238 \| 21.77 \| 1984-85 \| Houston Rockets / Toronto Raptors \| \| 15 \| Oscar Robertson \| 26 710 \| 1040 \| 25.68 \| 1960-61 \| Cincinnati Royals / Milwaukee Bucks \| \| Estadísticas actualizadas a 20 de abril de 2025 tras finalizar la temporada 2024-25 de la NBA. \| \| \| \| \| \| \| |                     |        |       |       |         | |
| Pos. | Jugador             | Pts.   | Part. | Prom. | Debut   | Equipo(s) * |
| 1 | LeBron James        | 42 184 | 1562  | 27.01 | 2003-04 | Cleveland Cavaliers / Miami Heat / Los Angeles Lakers*                                                                   |
| 2 | Kareem Abdul-Jabbar | 38 387 | 1560  | 24.61 | 1969-70 | Milwaukee Bucks / Los Angeles Lakers                                                                                     |
| 3 | Karl Malone         | 36 928 | 1476  | 25.02 | 1985-86 | Utah Jazz / Los Angeles Lakers                                                                                           |
| 4 | Kobe Bryant         | 33 643 | 1346  | 24.99 | 1996-97 | Los Angeles Lakers |
| 5 | Michael Jordan      | 32 292 | 1072  | 30.12 | 1984-85 | Chicago Bulls / Washington Wizards                                                                                       |
| 6 | Dirk Nowitzki       | 31 560 | 1522  | 20.74 | 1998-99 | Dallas Mavericks |
| 7 | Wilt Chamberlain    | 31 419 | 1045  | 30.07 | 1959-60 | Phila/San Francisco Warriors / Philadelphia 76ers / Los Angeles Lakers                                                   |
| 8 | Kevin Durant        | 30 571 | 1123  | 27.22 | 2007-08 | Seattle Supersonics/Oklahoma City Thunder / Golden State Warriors / Brooklyn Nets / Phoenix Suns*                        |
| 9 | Shaquille O'Neal    | 28 596 | 1207  | 23.69 | 1992-93 | Orlando Magic / Los Angeles Lakers / Miami Heat /Phoenix Suns / Cleveland Cavaliers / Boston Celtics                     |
| 10 | Carmelo Anthony     | 28 289 | 1260  | 22.45 | 2003-04 | Denver Nuggets / New York Knicks / Oklahoma City Thunder / Houston Rockets / Portland Trail Blazers / Los Angeles Lakers |
| 11 | James Harden        | 27 687 | 1151  | 24.05 | 1982-83 | Oklahoma City Thunder / Houston Rockets / Brooklyn Nets / Philadelphia 76ers / Los Angeles Clippers*                     |
| 12 | Moses Malone        | 27 409 | 1329  | 20.62 | 1976-77 | Houston Rockets / Philadelphia 76ers                                                                                     |
| 13 | Elvin Hayes         | 27 313 | 1303  | 20.96 | 1976-77 | Houston Rockets / Washington Bullets                                                                                     |
| 14 | Hakeem Olajuwon     | 26 946 | 1238  | 21.77 | 1984-85 | Houston Rockets / Toronto Raptors                                                                                        |
| 15 | Oscar Robertson     | 26 710 | 1040  | 25.68 | 1960-61 | Cincinnati Royals / Milwaukee Bucks                                                                                      |
| Estadísticas actualizadas a 20 de abril de 2025 tras finalizar la temporada 2024-25 de la NBA. |                     |        |       |       |         | |

## Presidentes y comisionados
- Maurice Podoloff: presidente 1946-1963 (17 años).
- Walter Kennedy: presidente 1963-1967 y comisionado 1967-1975 (12 años).
- Larry O'Brien: comisionado 1975-1984 (9 años).
- David Stern: comisionado 1984-2014 (30 años).
- Adam Silver: comisionado desde el 1 de febrero de 2014. En el cargo actualmente.

## Cobertura televisiva

### Estados Unidos

#### Historia
Como una de las ligas deportivas más importantes de Estados Unidos, la NBA tiene una larga historia de asociaciones con cadenas de televisión a nivel nacional. La NBA firmó un contrato con DuMont Television Network en su octava temporada, la temporada 1953–54, marcando el primer año en que la NBA tuvo una cadena de televisión nacional. Similar a la National Football League, la falta de estaciones de televisión llevó a que la NBC se hiciera cargo de los derechos de la temporada 1954–55 hasta el 7 de abril de 1962 —el primer paso de la NBC por la NBA—.
En 1990, NBC adquirió los derechos de transmisión que poseía CBS. Durante la asociación de la NBC con la NBA en la década de 1990, la liga alcanzó una popularidad sin precedentes, con índices de audiencia que superaron los de la época de Johnson y Bird a mediados de la década de 1980.
Al expirar los contratos en 2002, la NBA firmó un contrato de seis años por 2400 millones de dólares estadounidenses (400 millones de dólares al año) con ABC y ESPN, propiedad de Disney. ABC se hizo cargo del paquete de NBC, y ESPN se hizo cargo de parte de los derechos de cable de TBS. NBC había hecho una oferta de cuatro años por 1300 millones de dólares (330 millones de dólares al año) en la primavera de 2002 para renovar sus derechos, pero la NBA rechazó la oferta y optó por la oferta más alta de ABC/ESPN. Turner pudo quedarse con un paquete para TNT, y si bien, TBS inicialmente descontinuaría la cobertura de los juegos por completo, serviría como fuente adicional de TNT durante los playoffs, ya que transmitiría simultáneamente juegos como el All-Star Game de 2015, 2016 y 2017. El combinado total de los acuerdos de 2002 de ABC, ESPN y TNT ascendió a $4.6 mil millones de dólares ($766 millones por año). En parte debido a la retirada de Michael Jordan tras la temporada 2002-03, la liga sufrió una caída en sus índices de audiencia. La NBA amplió su paquete de televisión nacional el 27 de junio de 2007, con un valor de 7400 millones de dólares estadounidenses en 8 años (930 millones de dólares al año) hasta la temporada 2015-16. durante el cual la liga tuvo su nuevo resurgimiento liderado por una renovada rivalidad Celtics-Lakers y LeBron James.
Entre las temporadas 2016-17 y 2024-25, la NBA tuvo un contrato televisivo nacional con ESPN/ABC y TNT Sports.
ESPN y ABC, en inglés, junto con ESPN Deportes en español, transmitíeron en conjunto alrededor de 100 partidos de temporada regular, 44 juegos de playoffs (incluyendo las finales de conferencia que les correspondían) y las Finales de la NBA, que se emitieron en exclusiva por ABC en inglés y por ESPN Deportes en español. Por su parte, TNT transmitíó cerca de 65 partidos de temporada regular, el All-Star Game y más de 40 juegos de playoffs, incluyendo las finales de conferencia que le correspondían. NBA TV también emiió partidos seleccionados cada temporada. En medios digitales, los juegos de ESPN estuvieron disponibles mediante su aplicación homónima y, en varias temporadas, algunos partidos —incluyendo encuentros de playoffs, la final de la NBA Cup 2024 y juegos navideños— se ofrecieron en vivo en ESPN+ y Disney+. Durante las temporadas 2023-24 y 2024-25, el servicio Max transmitió en simultáneo los mismos partidos que TNT.

#### Actualidad
El 24 de julio de 2024, la NBA reveló que había llegado a un acuerdo de 11 años a partir de la temporada 2025-26 hasta la 2035-36 con ESPN Inc., NBCUniversal y Amazon:
- ESPN y ABC en idioma inglés e ESPN Deportes en español, transmitirán colectivamente el Draft, 80 encuentros de la temporada regular, 18 juegos de los playoffs en las primeras dos rondas, la serie de Finales de Conferencia que les corresponda en 10 de 11 años y las finales (en exclusiva por ABC en inglés e ESPN Deportes en español); todos los partidos también serán emitidos a través de la nueva plataforma de streaming de ESPN, y algunos encuentros estarán disponibles en Disney+.[55]
- NBCUniversal a través de NBC Sports (NBC/Peacock) obtuvo los derechos de emitir 100 juegos de la temporada regular, el All Star Game, 28 partidos de los playoffs en las primeras dos rondas y la serie de Finales de Conferencia que les corresponda en 6 de 11 años rotando con Amazon —así mismo, Telemundo Deportes transmitirá ciertos partidos selectos a lo largo de cada temporada—.[56]
- Amazon mediante Prime Video estará emitiendo 66 juegos de la temporada regular, un tercio de los partidos de las primeras dos rondas de los playoffs y la serie de Finales de Conferencia que les corresponda en 6 de 11 años rotando con NBC Sports.[57][58]

Los partidos que no se transmiten a nivel nacional generalmente se emiten a través de redes deportivas regionales específicas del área donde se encuentran los equipos y todos los juegos están disponibles mediante el NBA League Pass.

##### Disputa legal contra TNT Sports y posterior resolución
Este trato aparentemente había marcado el fin de la relación comercial de más de tres décadas entre TNT Sports —antes Turner Sports y provisionalmente Warner Bros. Discovery Sports— y la NBA. Warner Bros. Discovery (WBD, propietario de TNT Sports) había intentado invocar una condición en su contrato que le permitía igualar las ofertas de sus competidores (la empresa, en particular, tenía como objetivo el paquete vendido a Amazon), pero la liga argumentó que no igualaba lo suficiente la oferta de Amazon. WBD amenazó con emprender acciones legales por el acuerdo, alegando que la NBA había «malinterpretado gravemente nuestros derechos contractuales», lo cual se llevó a cabo el 16 de julio de 2024. El 23 de agosto, la NBA solicitó a la Corte Suprema del Estado de Nueva York que se desestimara el caso, alegando de nuevo que la oferta de WBD no había cumplido con los términos establecidos en el paquete de derechos, lo cual si había realizado Amazon. Sin embargo, el 18 de noviembre se dio a conocer oficialmente que ambas partes habían resuelto su conflicto sobre los derechos televisivos de ese periodo, anunciando un acuerdo con en el que TNT Sports seguirá produciendo el programa de estudio Inside the NBA —aunque ahora será transmitido en ESPN y ABC—, poseerá los derechos digitales de los mejores momentos de los partidos a través de Bleacher Report y House of Highlights, así como emitirá un paquete de juegos selectos por temporada en algunos mercados internacionales. Adicionalmente, TNT Sports seguirá teniendo el control del canal de televisión NBA TV y el sitio web NBA.com, así como continuará distribuyendo el League Pass a través de sus distintas plataformas durante cinco años más.

#### Transmisiones alternativas
El 23 de abril de 2021, ESPN reveló que se haría por primera vez una transmisión alternativa de un partido de la NBA con una temática externa al baloncesto, siendo esta el UCM, y llevando por nombre «Arenas of Heores». Esta se realizó el 3 de mayo de ese año para el partido Golden State Warriors vs. New Orleans Pelicans de la fase regular de la temporada 2020-21, siendo mostrada en ESPN2, ESPN+ e ESPN Deportes.
En la temporada 2024-25, ESPN2, ESPN+ y Disney+ contaron con una emisión alternativa animada en tiempo real con temática de Magic Kindom del partido navideño New York Knicks contra San Antonio Spurs titulada «Dunk the Halls».

### Transmisión internacional
NBA TV International transmite los mismos juegos selectos que su versión estadounidense, y todos los juegos se pueden ver en vivo y on-demand mediante el NBA League Pass a nivel mundial.

#### América
En Canadá, la mayor parte de los juegos se transmiten a través de The Sports Network y SportsNet.
En Latinoamérica y el Caribe, Disney Media Networks Latin America posee los derechos del Draft, gran parte de la temporada regular, el All-Star Game y la postemporada (incluyendo los playoffs y las finales) a través de ESPN, ESPN Caribbean, ESPN Brasil y Disney+. En México TUDN y ViX transmiten algunos partidos de los playoffs y las finales (por Canal 9 y ViX). El 17 de enero de 2024, se reveló que Amazon mediante Prime Video había llegado a un acuerdo de varios años para transmitir más de 50 partidos por temporada en México a partir del 22 de enero de ese año (teniendo máximo dos juegos los lunes, partidos selectos en fines de semana y hasta 19 encuentros de playoffs). Así mismo, en Brasil partidos selectos de los martes y jueves de la temporada regular y 24 juegos de los playoffs se pueden ver en exclusiva mediante Prime Video desde 2022.
A partir de la campaña 2025-26 hasta la 2035-36, WBD Latin America transmitirá un paquete de juegos de temporada regular y playoffs en Latinoamérica, excepto México y Brasil.

#### Europa
En España desde 1995 la NBA se puede ver a través de Movistar Plus+, actualmente mediante los canales #Vamos por M+ y Deportes por M+. A partir de la edición 2025-26, Prime Video comenzaría a emitir el paquete de partidos principal que incluye 87 encuentros por temporada.
El 16 de octubre de 2023, TNT Sports anunció que había llegado a un acuerdo multianual a partir de la campaña 2023-24, para transmitir en vivo más de 250 juegos por temporada (incluyendo el Draft, 9 encuentros por semana de la temporada regular, el All-Star Game, los playoffs y las finales) a través de dicho canal de TV y la plataforma de streaming Discovery+ en Reino Unido e Irlanda.
El 18 de noviembre de 2024, WBD EMEA reveló que desde la temporada 2025-26, durante 11 años, emitirá un paquete de partidos selectos en los países nórdicos y Polonia.

## Premios
- MVP de la Temporada de la NBA (Jugador más valioso de la Temporada). Recibe el Trofeo Maurice Podoloff, primer Presidente de la NBA en 1946.
- Premio Bill Russell al MVP de las Finales de la NBA (Jugador más valioso de las Finales)
- Rookie del Año de la NBA
- Mejor Defensor de la NBA
- Jugador Más Mejorado de la NBA
- Mejor Sexto Hombre de la NBA
- Jugador Más Deportivo de la NBA
- Mejor quinteto de la NBA
- Mejor quinteto defensivo de la NBA
- Mejor quinteto de rookies de la NBA
- Compañero del Año de la NBA
- Jugador Clutch del Año de la NBA
- Entrenador del Año de la NBA
- Ejecutivo del Año de la NBA
- Premio Kobe Bryant al MVP del All-Star Game de la NBA (Jugador más valioso del All-Star Game —Partido de las Estrellas—)
- Premio Mejor Ciudadano J. Walter Kennedy
- Trofeo Walter A. Brown y Trofeo Larry O'Brien al Campeón de las Finales de la NBA